# 大豐和紙工業
大豐和紙工業株式会社（たいほうわしこうぎょう）は、三重県伊勢市の和紙(伊勢和紙)メーカー。

## 概要
三重県内唯一の和紙メーカーであり、全国手すき和紙連合会に加盟している。
神宮御用紙を製造し、伊勢神宮の神宮大麻用途をはじめとし、多くの寺社に和紙を提供している。1994年、三重県指定伝統工芸品に認定(伊勢紙として)。社名を『大豊和紙工業』と記載されることがあるが正しくは旧字体の『大豐和紙工業』であり、前者は商業登記上誤りである。

## 沿革
- 1871年（明治4年）　太政官布告による御師制度の廃止に伴い、有志が共同して現在の伊勢市岩淵に製紙工場を設立。
- 1883年（明治16年）　合名会社殖産組を設立し、大麻用紙の一部を奉製。その後伊勢産紙合資会社、五十鈴川製紙株式会社が設立され、3社名義で神宮御用紙の全てを奉製。
- 1899年（明治32年）　神宮御用紙を全量奉製する3社が合併し「神都製紙株式会社」を創立。
- 1900年（明治33年）　御用紙製造工場承認願を大麻局に提出。
- 1911年（明治44年）　工場を拡張。
- 1917年（大正6年）　旧御師龍大夫邸(現在の工場敷地)を取得。翌年から昭和初期にかけて随時工場を増築。
- 1928年（昭和3年）　昭和天皇御即位神宮御親謁に際し御用紙を献上。
- 1938年（昭和13年）　神宮御用紙奉製量増加に伴い、田丸町に宮川抄紙株式会社を新設し工場を設置。
- 1941年（昭和16年）　宮川抄紙株式会社を合併、当社田丸工場とする。
- 1947年（昭和22年）　「大豐和紙工業株式会社」に社名変更。
- 1950年（昭和25年）　田丸工場を売却。跡地は現在の町立玉城病院となる。
- 1956年（昭和31年）　懸垂短網抄紙機を導入。
- 1959年（昭和34年）　伊勢湾台風により工場建物被害を受ける。
- 1961年（昭和36年）　人員不足により生産の効率化を目指す。
- 1966年（昭和41年）　2号抄紙機を設置。
- 1977年（昭和52年）　新設1号抄紙機設置。
- 1982年（昭和57年）　新仕上場が完成。
- 1994年（平成6年）　 製造する伊勢紙が三重県指定伝統工芸品に認定。
- 1999年（平成11年）　創立100周年を迎える。
- 2003年（平成15年）　伊勢和紙館・伊勢和紙ギャラリー開業。

## 製品
- 神宮御用紙 (神宮大麻用紙・守り用紙・神宮暦用紙 等)
- 手すき工芸紙 (海藻入り楮紙・杉皮入り楮紙 等)
- インクジェットプリンタ用和紙 画像印刷用和紙として、作品制作などに活用されている。1100mm×2400mmサイズの大判手すき和紙も生産している。
- オリジナル和紙小物 (はがき・びんせん・封筒 等)

## 製法

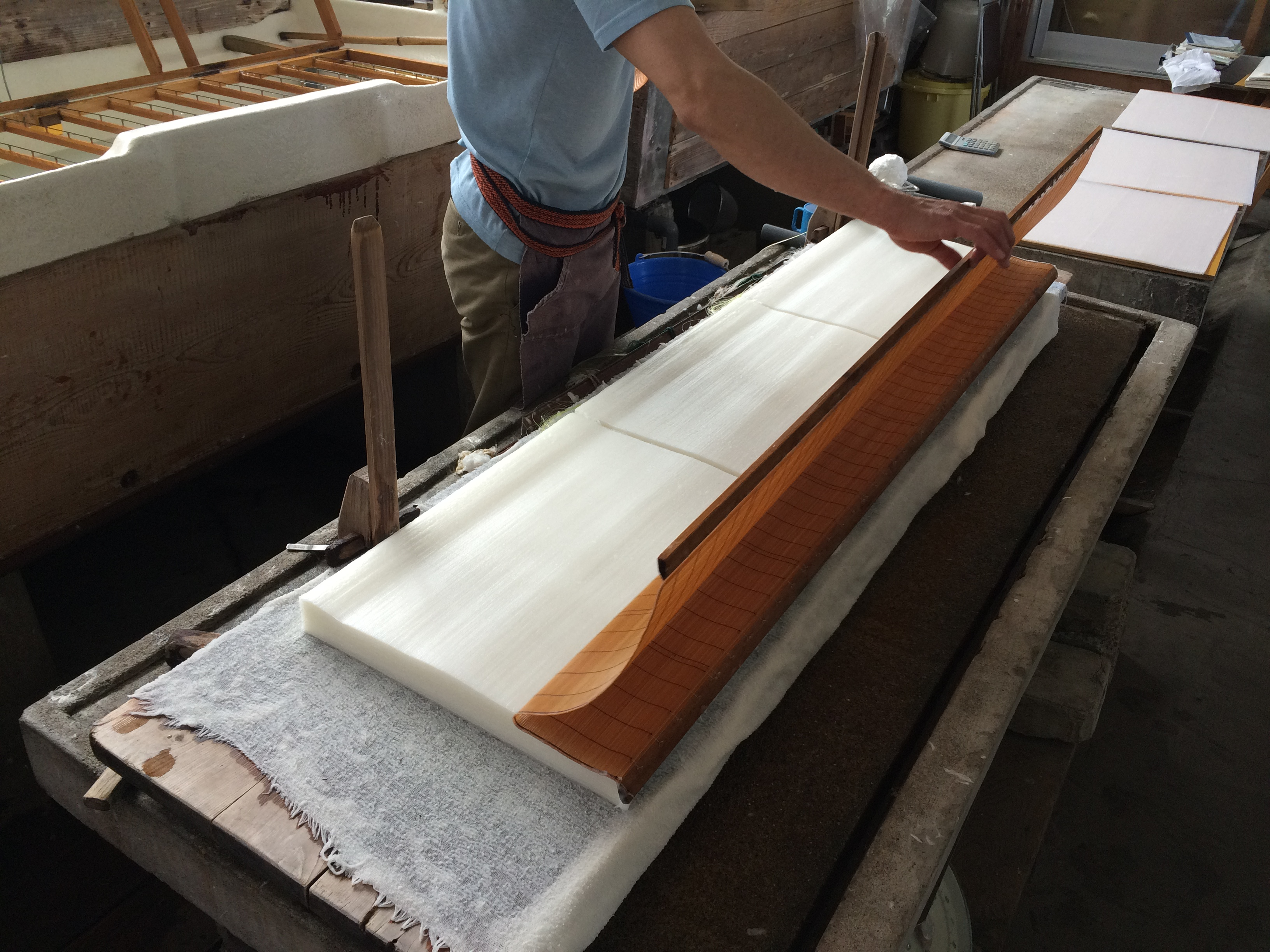
大豐和紙工業の手漉き伊勢和紙
神宮御用紙として清浄な和紙を一枚一枚丁寧に漉いていく。

手漉きによるものと、機械抄紙によるものがある。
- 機械抄き和紙　懸垂短網ヤンキー抄紙機	1基
- 手漉き和紙	3槽

## 構成

### 大豐和紙工業株式会社
- 統括

### 神都製紙有限会社
- 原料叩解部
- 短網抄紙部
- 手漉部
- 加工部
- 検査仕上部

### 伊勢和紙館
- 伊勢まちかど博物館
- 伊勢和紙ショップ
- 手すき和紙体験工房

## その他

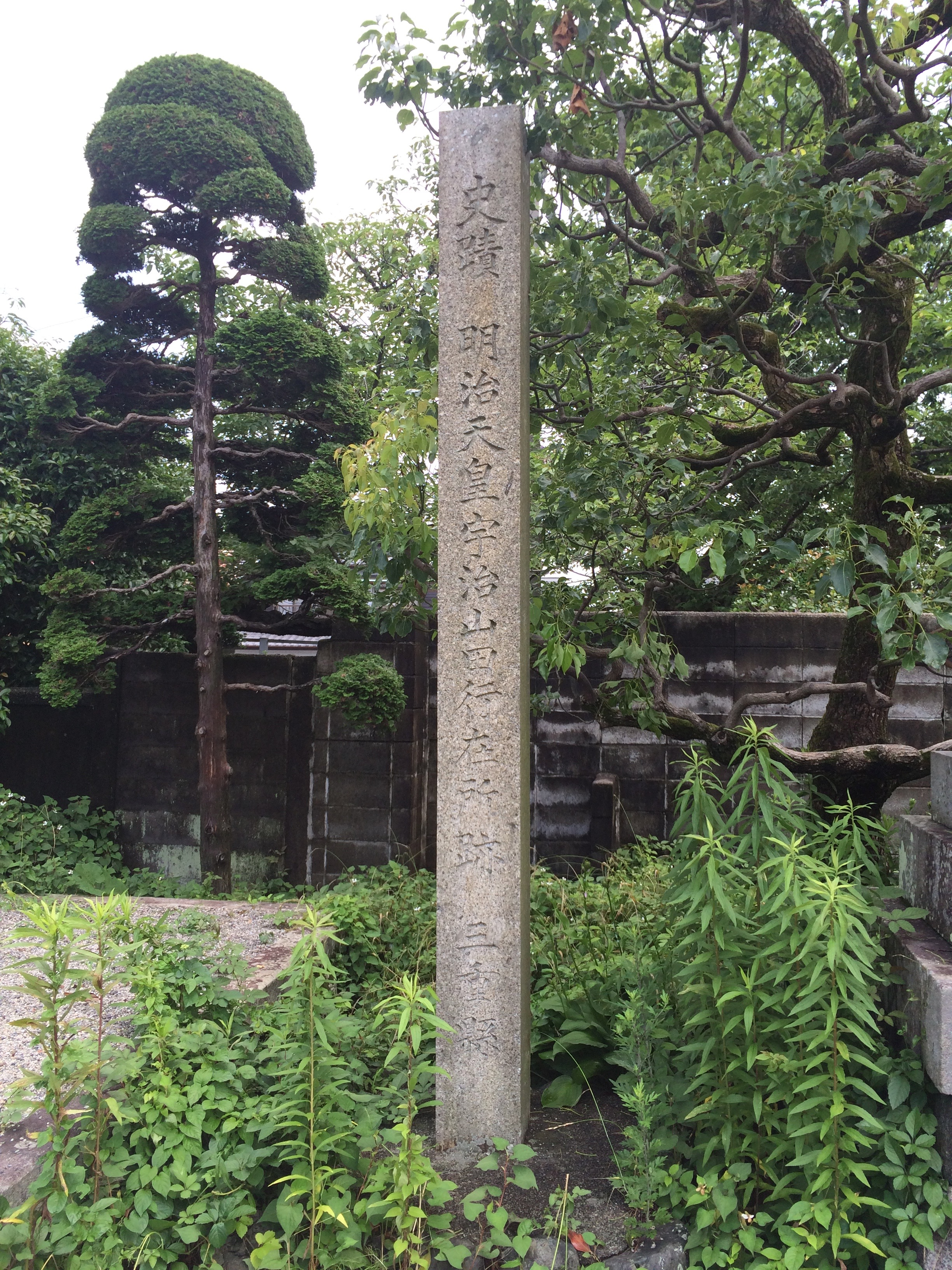
大豐和紙工業（旧御師龍大夫邸宅跡）敷地内に建つ明治天皇宇治山田行在所跡の史蹟

当社の社地は御師龍大夫邸宅跡であり、山田（外宮）の御師では最大級の規模であったとされる。敷地内には1880年（明治13年）に明治天皇が宇治山田行幸の際に滞在した史蹟がある。